# Izraeli férfi jégkorong-válogatott
Az izraeli férfi jégkorong-válogatott Izrael nemzeti csapata, amelyet az Izraeli Jégkorongszövetség (héberül: ההתאחדות הישראלית להוקי קרח) irányít. Első mérkőzésüket 1992. január 17-én játszották az 1992-es jégkorong-világbajnokságon és ekkor csatlakoztak a nemzetközi mezőnyhöz. Legjobb eredményüket 2005-ben érték el, amikor megnyerték a divízió II B csoportját és feljutottak a divízió I-be. A 2006-os jégkorong-világbajnokságot a 28. helyen zárták (6. hely a divízió II A csoportjában) és összesítéseben ez a legjobb helyezésük. 
Az izraeli válogatott tagja a divízió II mezőnyének, ahol az A csoportban szerepel.

## Eredmények

### Világbajnokság
- 1920-1991 – Nem vett részt

- 1992 – 30. hely (4. a C2 csoportban)
- 1993 – 31. hely (6. a C1 csoportban)
- 1994 – 34. hely (7. a C2 csoportban)
- 1995 – 35. hely (6. a C2 csoportban)
- 1996 – 35. hely (7. a D csoportban)
- 1997 – 33. hely (5. a D csoportban)
- 1998 – 35. hely (3. a D csoportban)
- 1999 – 33. hely (2. a D csoportban)
- 2000 – 34. hely (1. a D csoportban)
- 2001 – 32. hely (2. a Divízió II B csoportban)
- 2002 – 34. hely (3. a Divízió II A csoportban)
- 2003 – 37. hely (3. a Divízió II B csoportban)
- 2004 – 38. hely (5. a Divízió II A csoportban)
- 2005 – 30. hely (1. a Divízió II B csoportban)
- 2006 – 28. hely (6. a Divízió I A csoportban)
- 2007 – 34. hely (3. a Divízió II B csoportban)
- 2008 – 36. hely (4. a Divízió II A csoportban)
- 2009 – 38. hely (5. a Divízió II A csoportban)
- 2010 – 39. hely (6. a Divízió II B csoportban)
- 2011 – 41. hely (1. a Divízió III-ban)
- 2012 – 39. hely (5. a Divízió II/B csoportban)
- 2013 – 35. hely (1. a Divízió II/B csoportban)
- 2014 – 34. hely (6. a Divízió II/A csoportban)
- 2015 – 39. hely (5. a Divízió II/B csoportban)
- 2016 – 37. hely (3. a Divízió II/B csoportban)
- 2017 – 37. hely (3. a Divízió II/B csoportban)
- 2018 – 37. hely (3. a Divízió II/B csoportban)
- 2019 – 35. hely (1. a Divízió II/B csoportban)
- 2020 – Törölve a Covid19-pandémia miatt[1]
- 2021 – Törölve a Covid19-pandémia miatt[2]
- 2022 – 31. hely (5. a Divízió II/A csoportban)
- 2023 – 33. hely (5. a Divízió II/A csoportban)
- 2024 – 32. hely (4. a Divízió II/A csoportban)